# MBC Music
MBC Music (korejština: MBC 뮤직, 엠비씨 뮤직) je jihokorejská kabelová televizní stanice vlastněná společností Munhwa Broadcasting Corporation. Stanice primárně vysílá programování související s hudbou.
Stanice byla spuštěna 1. února 2012, s novým hudebním programem Show Champion.
Kanál bude přejmenován na 2. února 2020 jako MBC M.